# Audun Hugleiksson
Audun Hugleiksson (* 1245 in Jølster; † 2. Dezember 1302 in Bergen) war Baron, Stallmeister und königlicher Schatzmeister unter König Erik II. von Norwegen sowie dessen bevorzugter Botschafter. Er war am Ende des 13. Jahrhunderts der dominierende Politiker Norwegens und der bedeutendste Jurist seines Landes. An den Gesetzen Landslov, Bylov und Hirðskrá hat Audun maßgeblich mitgearbeitet.

## Leben

### Herkunft und Ausbildung

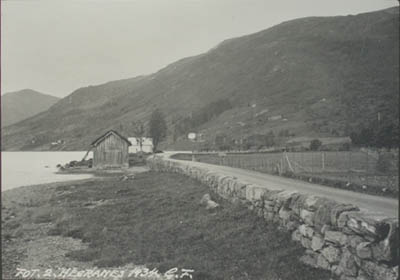
Jølstra-See. Hinter dem Bootshaus lag das Schloss

Audun stammte väterlicherseits aus einem begüterten Geschlecht aus Jølster in Sunnfjord. Sein Schloss am Jølstra-See, das 1934 bei Grabungen entdeckt wurde, glich der Håkonshalle in Bergen, war aber nur halb so lang und halb so breit. Der Vater gehörte zum Niederadel. Das Geschlecht seiner Mutter stammte aus Austlandet und war möglicherweise mit König Håkon IV. Håkonsson verwandt, allerdings allenfalls unehelich.
Man nimmt an, dass er um 1250 im Selja-Kloster eingeschult wurde und ab 1255 die Domschule in Bergen besuchte. Zwischen 1260 und 1265 ging er zum Jurastudium ins Ausland; wahrscheinlich studierte er in Bologna und Paris. 1266 begann er mit der Revision der Regionalgesetze Gulathingslov und Borgarthingslov, die er 1269 abschloss.

### Gesetzesreform in Norwegen
Audun war unter den Königen Håkon IV. Håkonsson, Magnus Håkonsson und Erik II. der engste Berater der Krone. Seinen Einfluss als Berater entfaltete er zu einer Zeit, in der Norwegen vor der größten Ausdehnung seiner Geschichte stand: Island, Grønland, die nördlichen und westlichen Teile Schottlands mit den Inseln nördlich von Schottland und den Färöern. Der König sah sich anders als seine Vorgänger als Hüter des Rechts und lenkte auf dieses Politikfeld seine ganze Aufmerksamkeit. Diese für einen norwegischen König der damaligen Epoche ungewöhnliche Auffassung ist auf die kontinentalen Strömungen seiner Zeit zurückzuführen. Vorbild dürfte die Gesetzesarbeit von Alfons X. von Kastilien gewesen sein, zu dem gute Beziehungen bestanden (die Tochter Håkons Kristin heiratete 1258 in das dortige Königshaus). Audun begann mit den Arbeiten an einer umfassenden Gesetzesrevision und -vereinheitlichung. Er entsandte junge Landsleute zur entsprechenden gründlichen Ausbildung an die Universitäten Südeuropas. Wegweisend wurde der anonyme Königsspiegel aus der Zeit um 1250.
Zwischen 1269 und 1281 wurden die norwegischen und isländischen Gesetze von Grund auf überarbeitet. Audun stand als Berater der Krone im Zentrum dieser Novellierungsarbeit. Von 1269 bis 1274 war er mit der Ausarbeitung des Landslov (Gesetz für die Landbevölkerung) befasst. Von 1273 bis nach 1277 war er königlicher Hofmarschall (stallare). 1274 legte er das Landslov vor, 1276 das Bylov (Gesetz für die Stadtbevölkerung). Im selben Jahr war er Gesandter in Dänemark, als es um das Erbe Ingeborgs, der Frau des Königs, nach der Ermordung ihres Vaters Erik Plogpenning ging. Gleichzeitig begannen die Arbeiten an der Hirðskrá (Gesetz für die königliche Gefolgschaft).

### Reichsschatzmeister

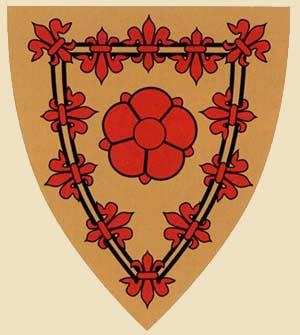
Farblich rekonstruiertes Wappen

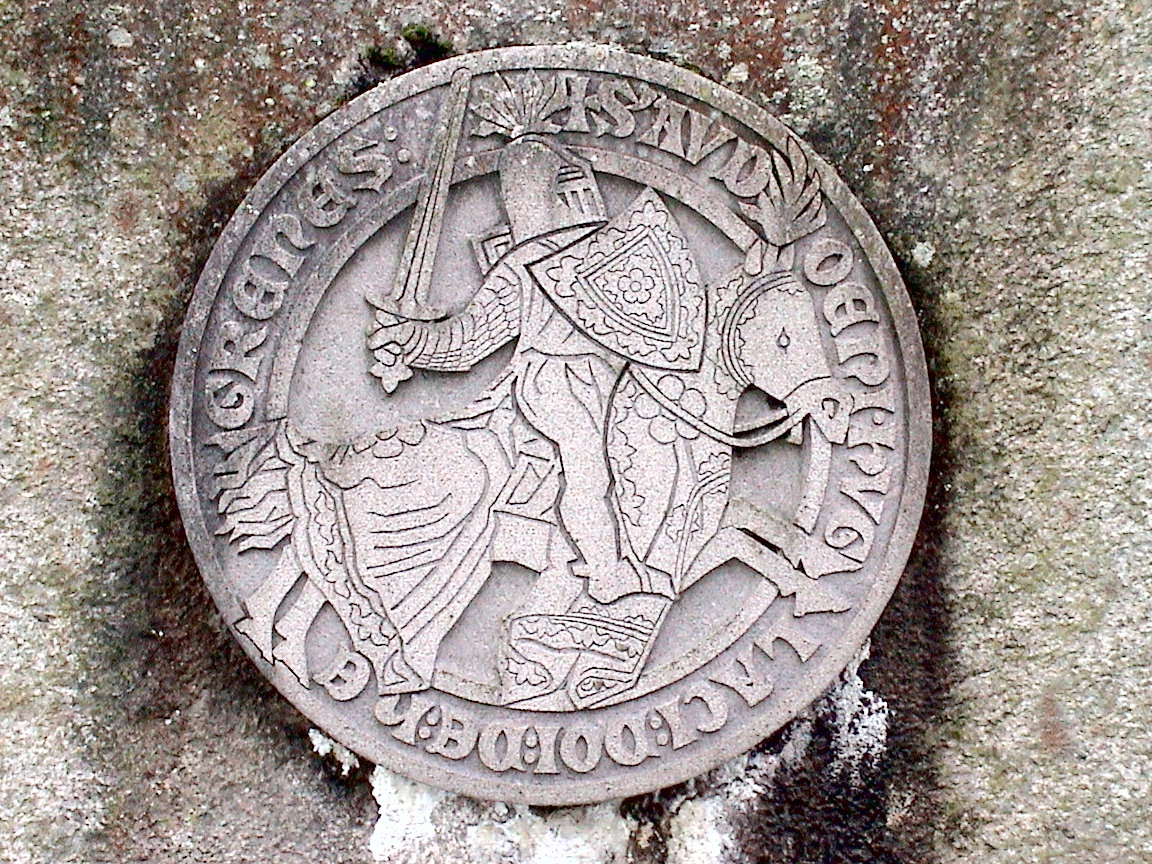
Audun Hugleikssons Siegel

Als die alten norwegischen Titel in der Hirdskrá abgeschafft und durch festländische ersetzt wurden, wurde aus dem „Lendmann“ Audun 1277 ein „Baron“, und er wurde Mitglied des Reichsrates. Er war seit 1278 unter König Magnus VI. Lagabøte und dessen Sohn Erik II. Magnusson Reichs-Schatzmeister (fehirde). Er ließ sich ein Rittersiegel fertigen, das durch seine feine Arbeit besticht und wahrscheinlich in England gefertigt wurde. Immerhin sind Lilien in einem norwegischen Wappen ungewöhnlich, da sie im Allgemeinen nur mit Schottland und Frankreich verbunden werden. Er benutzte es 1295 in Frankreich. Man kennt zwar die Farben seines Wappens nicht, aber die Heraldik geht von Rot auf Gold aus. Allerdings unterschieden sich Siegel und Wappen: Im Siegel hatte er sieben gleichgerichtete Lilien, im Wappen elf Lilien in wechselnder Ausrichtung, eine Variante des schottischen Königswappens, das einen stehenden Löwen in der Mitte hatte. Dass Audun dieses Lilienband anbringen durfte, bedeutete eine hohe Auszeichnung des schottischen Königs.

### Im Kampf zwischen Reichsrat und Kirche
1280 wurde der Reichsrat Vormund des noch minderjährigen Königs Erik II. Magnusson. Dort war Audun nun zentrales Mitglied geworden. Der Reichsrat setzte sich in schärfsten Gegensatz zur Kirche und versuchte, ihren Einfluss auf den  früheren Zustand zurückzudrängen. Hauptwidersacher war Erzbischof Jon Raude. Obgleich der Erzbischof seine Ziele mit Hilfe des Kirchenbanns über die Grafen des Reichsrates verfolgte, blieb Audun davon verschont, wahrscheinlich, weil er 1281, also mitten in der Auseinandersetzung, aus seinem Grundvermögen dem Kloster Munkeliv das Landgut Undarset geschenkt hatte.

### Auf diplomatischer Mission in England
Der Reichsrat hat offenbar die sehr auf Frieden bedachte Regierung von Magnus VI. als schwächlich empfunden und nach dessen Tod versucht, dessen verlorenes Terrain wiederzugewinnen. Das bezog sich sowohl auf die an Schottland aufgegebenen Gebiete als auch auf die nachgiebige Haltung gegenüber der Kirche, der immer mehr Rechte eingeräumt worden waren. Seine Tochter Margarete, die einen Thronfolger in Schottland hätte heiraten sollen, auf der Überfahrt auf den Orkneys gestorben. Ihre Mutter verschied zuvor im Kindbett. Magnus hatte die sich daraus ergebenden Erbansprüche nie ernsthaft verfolgt. Dies nahm der Reichsrat nun in Angriff, und Audun war der Diplomat, der zu Verhandlungen nach England und Schottland gesandt wurde, um dort die norwegischen Interessen zu vertreten. Man hoffte, die Ansprüche in klingende Münze umwandeln zu können, da die norwegische Staatskasse verschuldet war. Er verhandelte auch über eine Ehe der Tochter des Königs Erik II. Magnusson namens Margarete mit dem wahrscheinlichen künftigen schottischen Thronfolger und setzte 1290 sein Siegel unter den Vertrag.

### Krieg mit Dänemark
1289 bis 1295 kam es zu kriegerischen Auseinandersetzungen mit Dänemark. Audun war auf dem ersten Kriegszug 1289 dabei. Gleichzeitig gab es auch Krieg mit den deutschen Städten an der Nord- und Ostsee, der erst 1294 zu Ende ging. Norwegen musste umfangreiche Reparationszahlungen leisten, und Audun hatte als Schatzmeister die Summen aufzubringen. Da die Staatskasse leer war, versuchte der Jurist, im Ausland Geldquellen zu erschließen. So kam er auch nach Frankreich zu Philipp dem Schönen und bot ihm militärische Unterstützung in dessen Krieg gegen England an. Allerdings lag das Ausmaß der versprochenen Unterstützung weit jenseits der norwegischen Möglichkeiten. Gleichwohl erhielt er 6.000 Mark = 1.200 kg reines Silber Vorschuss, womit er die Reparationsschulden begleichen konnte. Der Friede zwischen England und Frankreich im folgenden Jahr enthob Norwegen, sein Versprechen einzulösen. Außerdem versuchte Audun, eine Ehe zwischen dem Bruder des Königs, Herzog Håkon mit Isabella von Joigny, einer über den gemeinsamen Großvater Hugo v. Burgund Verwandten der französischen Königin, zu vermitteln. Sie kam nicht zustande. Er versuchte es noch einmal mit einer anderen reichen Gräfin, doch auch hier ohne Erfolg.

### Letzte Jahre
1292 fuhr er zu Verhandlungen über die schottische Thronfolgefrage nach England. Gleichzeitig verhandelte er über eine Ehe zwischen König Erik II. Magnusson und Isabella, einer Tochter des schottischen Magnaten Robert de Brus, Earl of Carrick.
Ab 1295 trat er zunehmend in den Hintergrund, blieb aber Schatzmeister. 1298 fuhr er zu Verhandlungen über die Verlängerung des Waffenstillstandes von 1295 nach Dänemark. 1299 starb König Erik II. Magnusson. Nachfolger wurde sein Bruder Håkon V., da Erik keine Thronerben hinterließ. Einige Tage nach der Thronbesteigung ließ Håkon V. Audun in Bergen gefangensetzen. Drei Jahre blieb er im Kerker.

### Hinrichtung
Audun wurde am 2. Dezember 1302 am ersten Adventssonntag des Jahres in Nordnes (Bergen) gehängt und sein Vermögen von König Håkon V. eingezogen. Dieses zu damaliger Zeit besonders schmachvolle Todesurteil lässt auf den Vorwurf des Majestätsverbrechens gegen Håkon schließen.
Da die Quellen keinen Hinweis auf die tatsächliche Urteilsbegründung liefern, kam es in späteren Zeiten zur Legendenbildung. Nach einem im 19. Jahrhundert auf den Färöern niedergeschriebenen Lied mit dem Titel Eyðuns rima (dt. „Auduns Reime“) soll Audun in seiner Funktion als Brautwerber für Håkon mit dessen Braut verkehrt haben. Aus Mangel an weiteren Belegen ließ sich jedoch bislang nicht klären, welcher Wahrheitsgehalt dieser Version beizumessen ist. Zudem erscheint es unwahrscheinlich, dass ausgerechnet auf den Färöern der wahre Grund für die Erhängung Auduns bekannt gewesen und bis ins 19. Jahrhundert geheim gehalten worden sein soll.
Siehe auch: Geschichte Norwegens